# Рагузинский-Владиславич, Савва Лукич
Граф Са́вва Луки́ч Рагузи́нский-Владиславич (серб. Сава Владиславић Рагузински; 16 января 1669, Рагуза — 17 июня 1738, мыза Матокса, Санкт-Петербургская губерния) — рагузский и русский негоциант, состоявший на русской дипломатической службе, православный. Возглавлял русское посольство в Китай, основал город Троицкосавск, ныне Кяхта. Известен также как автор сочинений на экономические темы. Действительный статский советник.

## Биография
Принадлежал к сербскому дворянскому роду из Рагузской республики (отсюда прозвище «Рагузинский»). В юношеские годы занимался торговлей во Франции, Испании и Венеции.
Российскую дипломатическую службу начал в Константинополе, где выполнял неофициальные поручения В. В. Голицына и Е. И. Украинцева. Впервые посетил Москву в 1703 году; Пётр I выдал ему жалованную грамоту на десять лет, которой предоставил право свободной торговли в России с уплатой пошлины наравне с русскими купцами, монополию на продажу в течение трёх лет лисьего меха из Сибирского приказа, право ввозить в Россию и вывозить из неё товары. Тайный агент украинского гетмана И. Мазепы в Турции (1703—1708).
Обосновался в Москве с 1708 года. Инициировал чеканку в России разменной медной монеты. В 1710 году получил чин надворного советника. В 1711 году был представителем России в Черногории и Молдавии; поддерживал идею Прутского похода с целью освобождения славян Балканского полуострова от турецкого ига. В 1711 году был пожалован титулом графа от Рагузской республики.
В качестве представителя Петра I вёл переговоры в Риме и Венеции (1716—1722). В 1720 году Антонио Вивальди посвятил ему оперу La verità in Cimento (RV 739). По поручению Петра I заказал в Италии скульптуры для Летнего сада, отправил в Санкт-Петербург итальянских специалистов, а также инструменты и приборы для мастерской Петра. Получил в подарок от папы античную статую Венеры Таврической (ныне хранится в Эрмитаже).
В 1725 году был назначен полномочным послом России в Цинском Китае, выполнил свою миссию (Посольство Владиславича) с высоким искусством, заключив вначале Буринский трактат, а затем, на его основании, Кяхтинский договор.
По возвращении в 1728 году в Петербург был награждён орденом Святого Александра Невского и произведён в действительные статские советники. Составил для российского правительства подробную записку о Цинской империи. Позднее участвовал в различных переговорах и обсуждениях проблем российско-цинской торговли.
Умер 17 (28) июня 1738 года на мызе Матокса и был похоронен 23 июня в Благовещенской церкви Александро-Невской лавры, на стене которой в память о нём (24 сентября 2010) повешена памятная доска. Первый памятник Рагузинскому был установлен (июнь 2011) в Шлиссельбурге.

## Семья
Женат дважды:
- первая жена, в монашестве — Феофания († 18 января 1726), погребена в С-Петербурге в Александро-Невской лавре. Семья проживала в собственном доме в С-Петербурге на Дворцовой набережной, рядом с домом графа Ф. М. Апраксина. Впоследствии оба дома вошли в состав Зимнего дворца;
- около 1718 года женился в Венеции на Вергилии Тревизани, дочери венецианского нобиля Камилла Травизани; после смерти мужа она жила в Венеции.

От 1-го брака был бездетный сын, постригся в монахи, от второго брака — три дочери, которые умерли в малолетстве.

## Духовное завещание
Завещание написано Саввой Лукичём (22 апреля 1738). Пережив своих детей, он продал (1737) малороссийские маетности, подаренные ему Петром I Алексеевичем, своему племяннику, графу Гавриле Ивановичу. Лифляндские маетности продал (1738) вице-президенту юстиц-коллегии камер-юнкеру барону Менгдену. Оставшиеся маетности в С-Петербургском уезде и имущество завещал другому племяннику, единственному наследнику, графу Моисею Ивановичу. В этом завещании граф Савва Лукич не забыл поручить своему наследнику отправить в Сербию два ящика славянских церковных книг: один ящик в Требинский монастырь, что при Кастельникове, а другой ящик в Житомысльский монастырь, что при Плеяли. Также он заказал сделать в Москве серебряные сосуды, крест, паникадило и иную церковную утварь для отсылки в Сербскую Святую церковь, что при Кастельникове и на Топлах, в поминовение души его.